# Hans Querner
Hans Querner (* 22. September 1921 in Hamburg; † 29. September 2012 in Wernigerode) war ein deutscher Biologe. Er gilt als Pionier der Biologiegeschichte Deutschlands.

## Leben
Der Sohn eines Facharztes für Innere Medizin zog nach dem frühen Tod seines Vaters nach Wernigerode, wo sein Großvater, der Apotheker Forcke, Ehrenbürger war. Hier besuchte er zunächst das Lyceum und später das Fürst-Otto-Gymnasium bis zum Abitur 1940, dann verließ er den Harz, um in Göttingen und Freiburg im Breisgau Zoologie, Botanik, Chemie und Anthropologie zu studieren. 1947 wurde er bei Karl Henke (1895–1956) mit der Dissertation Untersuchungen über die Flügelform der Mehlmotte Ephestia kühniella Z., insbesondere den Faktor kfl <kurzflügelig>, welche die Genetik der Formbildung zum Thema hatte, promoviert. 1955 folgte die Habilitation über Zoologie und Entwicklungsphysiologie mit der Schrift Entwicklungsphysiologische Untersuchungen über den Einfluss von Steroidhormonen auf juvenile Fische Poeciliidae. Von 1947 bis 1951 war Querner am Zoologischen Institut in Heidelberg, bis 1953 an der Universität zu Köln und ab 1953 erneut in Heidelberg tätig.
1962 erfolgte seine Ernennung zum außerordentlichen Professor. Von 1966 bis 1970 war er am Institut für Geschichte der Medizin an der Universität Heidelberg tätig. 1970 übernahm er die Leitung der Abteilung für Geschichte der Biologie, die er bis zu seiner Pensionierung 1984 innehatte. In dieser Funktion legte er zahlreiche grundlegende Publikationen zur deutschen Biologiegeschichte vor.
Nach dem Mauerfall kehrte er nach Wernigerode zurück, um in der Heimatstadt seiner Vorfahren, die bis Wilhelm Reiffenstein zurückreichten, den Ruhestand zu verleben.

## Schriften
- Untersuchungen über die Flügelform der Mehlmotte Ephestia kühniella Z., insbesondere den Faktor kfl <kurzflügelig>, Dissertation, Göttingen 1947
- Entwicklungsphysiologische Untersuchungen über den Einfluß von Steroidhormonen auf juvenile Fische Poeciliidae, Habilitationsschrift, Heidelberg 1955
- Stammesgeschichte des Menschen, Stuttgart, Berlin, Köln und Mainz 1968
- als Mitverfasser: Vom Ursprung der Arten. Neue Erkenntnisse und Perspektiven der Abstammungslehre. Reinbek bei Hamburg 1969 (5. Auflage, das. 1977, ISBN 3-499-60006-4)
- als Zusammensteller zusammen mit Hermann Lampe und Ilse Gärtner: Die Vorträge der allgemeinen Sitzungen auf der 1.–85. Versammlung 1822–1913 = The lectures of the general sessions of the 1.–85. meeting, 1822–1913, Schriftenreihe zur Geschichte der Versammlungen deutscher Naturforscher und Ärzte (Band 1), Hildesheim 1972 (ISBN 3-8067-0241-1)
- als Herausgeber zusammen mit Heinrich Schipperges: Wege der Naturforschung 1822–1972 im Spiegel der Versammlungen Deutscher Naturforscher und Ärzte, Berlin, Heidelberg und New York 1972 (ISBN 3-540-05887-7 oder ISBN 0-387-05887-7)
- zusammen mit Armin Geus: Deutsche Zoologische Gesellschaft. 1890–1990. Dokumentation und Geschichte, Stuttgart und New York 1990 (ISBN 3-437-30648-0)
- zusammen mit Ilse Jahn: Christoph Gottfried Jacobi und die Süßwasserpolypen des Abraham Trembley. Dorothea Kuhn zum 80. Geburtstag, Marburg an der Lahn 2003 (ISBN 3-925347-66-6)